# Mona Marshall
Mona Marshall (született Mona Mortica Ianotti) (Los Angeles, Kalifornia, 1947. augusztus 31. –) amerikai szinkronszínésznő. Gyakran fiatal fiúk hangját kölcsönzi. Nem csak japán animékben, de amerikai rajzfilmekben is hallható a hangja. Híresebb szerepei Sheila Broflovski és Linda Stotch a népszerű South Park-ból, és Kite a .hack videójáték-sorozatból.

## Szerepei

### Animék
- .hack//Unison - Kite
- Arc the Lad - Poco
- Armitage: Dual-Matrix - Julian Moore
- B-Daman - Bull
- Bastard!! - Young Gara
- Black Jack - Nomad
- Bleach - Kuroszaki Icsigo (child)
- Bobobo-bo Bo-bobo - Young Bo-bobo, Lambada, LOVE
- Carried by the Wind: Cukikage Ran - Ran Cukikage
- Cardcaptor Sakura: The Sealed Card (2. film) - Syaoran Li
- Chobits - Minoru Kokubundzsi
- Cowboy Bebop - Wen
- Digimon Adventure / Digimon Adventure 02 - Izzy Izumi
- Digimon Tamers - Terriermon
- Digimon Frontier - Lucemon
- Digimon Data Squad - Frigimon, fiatal Thomas, King Drasil 2-9000-WZ
- Eiken - Grace Lin
- FAKE - Bikky
- Fusigi Júgi - Bousin
- Gatchaman (1994) - Mickey Dugan (Eagle Riders szinkron), Jimmy (OVA)
- Ghost in the Shell: S.A.C. 2nd GIG - Utcai gyerek (RED DATA)
- Ghost Slayers Ajasi - Kjoszai Kavanabe
- Idaten Jump - Ajumu Jamato
- Kjo Kara Maoh! - Wolfram von Bielefeld
- Last Exile - Luciola
- Love Hina - Motoko Aojama
- MÄR: - Emokis
- Magic Knight Rayearth - Ascot
- Mahoromatic - Feldrance, fiatal Suguru Misato
- Moribito: Guardian of the Spirit - Chagum
- Naruto - Inari, fiatal Haku, Rjugan
- Noein - Aszuka Kaminogi
- Omisi Magical Theater: Risky Safety - Juja Fukami
- Groove Adventure Rave - Plue
- Rozen Maiden - Dzsun Szakurada
- Ruróni Kensin - Cukajama Jutaró
- Saber Marionette J Again OVA - Otaru Mamija
- Saban's Oliver Twist - Artful Dodger
- Szaijuki Reload - Ginkaku, kisebb szerepek
- Trigun - Elizabeth, Kite, kisebb szerepek
- Spiral Zone - Katerina Anastasia, Duchess Dire, kisebb szerepek
- Squirrel Boy - Esther Flatbottom
- Tencsi Mujo! Rjo-Ohki OVA 3 - Rjoko, Rea Maszaki
- Tencsi Mujo! GXP - Rjoko, Rjo-Ohki, Noike Kamiki Dzsurai, Szuiren
- Cukikage Ran - Ran
- TranZor Z - Toad (Siro Kabuto)
- Vampire Princess Miyu TV - Macukaze
- Wolf’s Rain - Toboe
- X-TV - Nataku
- Zatch Bell! - Júta, Hirofume
- Zentrix - TZ/Little Rock

### Rajzfilmek
- A bolygó kapitánya - kisebb szerepek
- Fraggle Rock - Mokey Fraggle, Cotterpin Doozer
- G.I. Joe: A Real American Hero - Vena, kisebb szerepek
- Inspector Gadget (pilot epizód)  - Penny
- Jackie Chan kalandjai - Po Kong, Bai Tsa, Vanessa Barone
- James Bond Jr. - Tracy Milbanks, kisebb szerepek
- Jem and the Holograms - D'Nisha Cross
- K10C: Kids' Ten Commandments - Miriam, Ephraim, Hannah
- A kis hableány - Aquata
- Rugrats - kisebb szerepek
- Scooby és Scrappy-Doo - kisebb szerepek
- South Park - Sheila Broflovski, Linda Stotch, Veronica Crabtree, kisebb szerepek
- Pókember - Betty Brant
- Transformers - Luisa, Aron, Hassan

### Filmek
- Akira - Takasi, kisebb szerepek (2001 Pioneer szinkron)
- Arthur's Missing Pal - Rosie the Truck Driver
- Chihiro Szellemországban - kisebb szerepek
- Digimon: Revenge of Diaboromon - Izzy Izumi
- Digimon: Battle of Adventurers - Terriermon, Gargomon, Rapidmon
- Digimon: Runaway Locomon - MarineAngemon, Terriermon
- Digimon: The Movie - Koushiro „Izzy” Izumi, Terriermon
- Gorgeous (film) - Bu
- Macskák királysága - kisebb szerepek
- Mondo Holocausto! - Mother Superior
- Onmjodzsi - Szuke Hime
- Sakura Wars: The Movie - Leni Milchstrasse
- Son of the Mask - Baby Alvey (ének)
- Street Fighter Alpha – A film - Shun
- The Thief and the Cobbler - Nurse/Witch (Majestic Films szinkron; kisebb szerepek a Miramax Films szinkronban)
- Treasure Planet - kisebb szerepek
- Chicken Little - kisebb szerepek
- Horton Hears a Who! (film) - kisebb szerepek
- Ninku - Fuszuke
- Little Alvin and the Mini-Munks
- Ponyo a tengerparti sziklán
- Cloudy with a Chance of Meatballs - kisebb szerepek

### Videójátékok
- .hack//G.U. vol. 1//Rebirth - Azure Kite
- .hack//G.U. Vol. 2//Reminisce - Azure Kite
- .hack//G.U. Vol. 3//Redemption - Azure Kite
- .hack//INFECTION - Kite
- .hack//MUTATION - Kite
- .hack//OUTBREAK - Kite
- .hack//QUARANTINE - Kite
- Aedis Eclipse: Generation of Chaos - Quinn
- Atelier Iris 2: The Azoth of Destiny - Poe
- Ar tonelico: Melody of Elemia - Hama
- Brave Fencer Musashi - Musashi
- Brave Story: New Traveler - Wataru
- Blue Dragon - Shu
- Conflict: Global Terror - Carrie Sherman, női hírbemondó
- Digimon World - kisebb szerepek
- Drakengard - Seere, Angelus
- Eternal Sonata - Beat, Ludwika
- Final Fantasy Crystal Chronicles: Ring of Fates - Yuri
- Guild Wars Factions - Countess Danika Zu Heltzer
- Illbleed - Michel
- Ratchet and Clank - Helga
- Ratchet and Clank 3: Up Your Arsenal - Helga, Helen
- Rocket Power: Beach Bandits - Eric Golem Jr.
- SkyGunner - Ciel
- Star Ocean: Till the End of Time - Niklas, Roger S. Huxley, Robin Wind
- Suikoden IV - Chiepoo
- Suikoden V - Toma, Subala, Richard
- Suikoden Tactics - Kyril
- The Granstream Saga - Korky
- Trauma Center: New Blood - Marcy Bloom, Sister Catherine Jackson, Chandler Forbes

### Dokumentumfilmek
- Adventures in Voice Acting - Önmaga